# Kraljevci
Kraljevci (en serbe cyrillique : Краљевци) est un village de Serbie situé dans la province autonome de Voïvodine. Il fait partie de la municipalité de Ruma dans le district de Syrmie (Srem). En 2002, il comptait 1 056 habitants.
Kraljevci, officiellement classé parmi les villages de Serbie, est une communauté locale, c'est-à-dire une subdivision administrative, de la municipalité de Ruma.

## Géographie

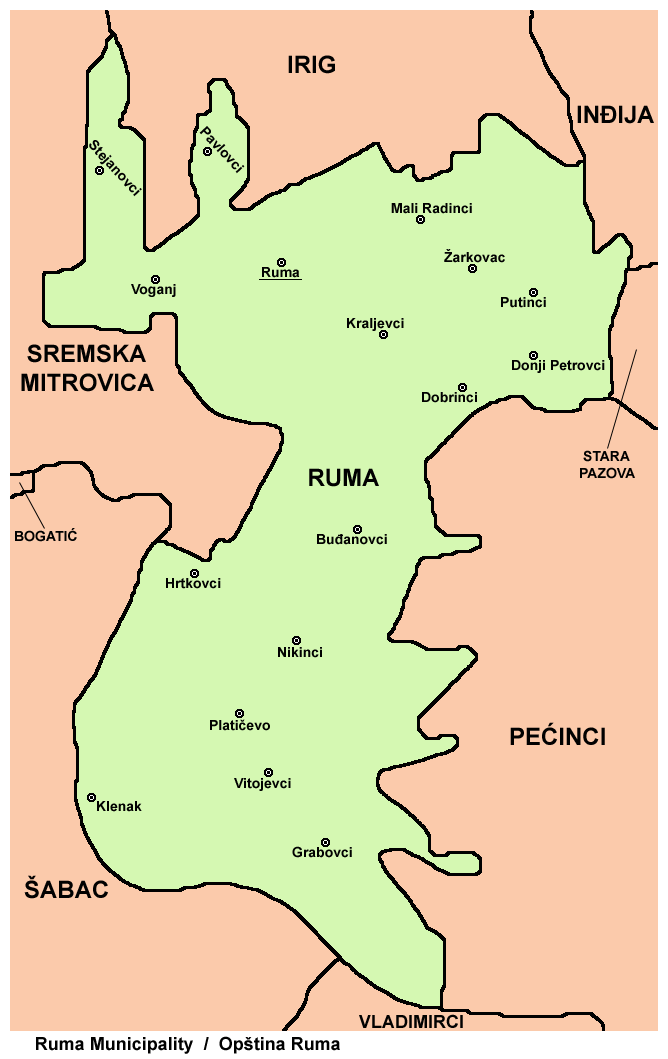
Localisation de Kraljevci dans la municipalité de Ruma

Kraljevci se trouve dans la région de Syrmie, au pied du versant méridional du massif de la Fruška gora. Le village est situé sur la route régionale R-103 qui relie Ruma à Pećinci.

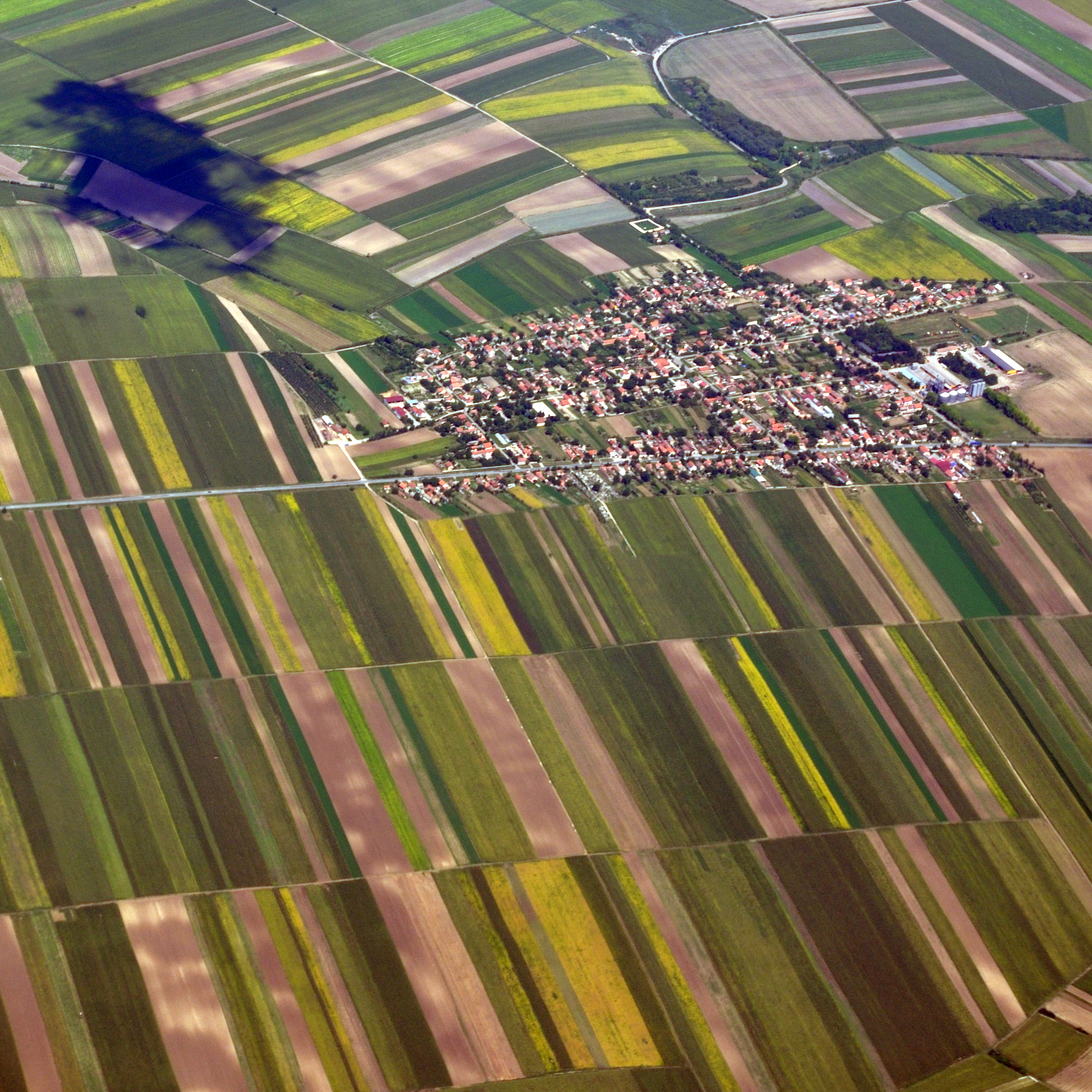
Vue aérienne de Kraljevici

## Démographie

### Évolution historique de la population
| 1948 | 1953 | 1961  | 1971  | 1981  | 1991  | 2002  | 2011  |
| ---- | ---- | ----- | ----- | ----- | ----- | ----- | ----- |
| 965  | 966  | 1 142 | 1 214 | 1 218 | 1 216 | 1 232 | 1 056 |

|  |

### Données de 2002
Pyramide des âges (2002)
En 2002, l'âge moyen de la population était de 38,7 ans pour les hommes et 41 ans pour les femmes.
Répartition de la population par nationalités (2002)
En 2002, les Serbes représentaient 91,8 % de la population ; le village abritait notamment des minorités roms (1,46 %) et croates (1,37 %).

### Données de 2011
En 2011, l'âge moyen de la population était de 43,5 ans, 42,7 ans pour les hommes et 44,3 ans pour les femmes.

## Sport
Kraljevci possède un club de football, l'OFK Kraljevci.

## Éducation
Kraljevci abrite une antenne de l'école élémentaire Ivo Lola Ribar de Ruma.

## Économie
La société Frigoterm, qui a son siège à Kraljevci, produit du matériel professionnel pour le secteur de la restauration comme des dispositifs thermiques, comme des pianos de cuisson ou des présentoirs chauffants, des unités de réfrigération (présentoirs réfrigérants etc.), des comptoirs et des bars, des plans de travail, des éviers, des hottes aspirantes en aluminium, des armoires murales, des chariots ou des poubelles.

## Tourisme

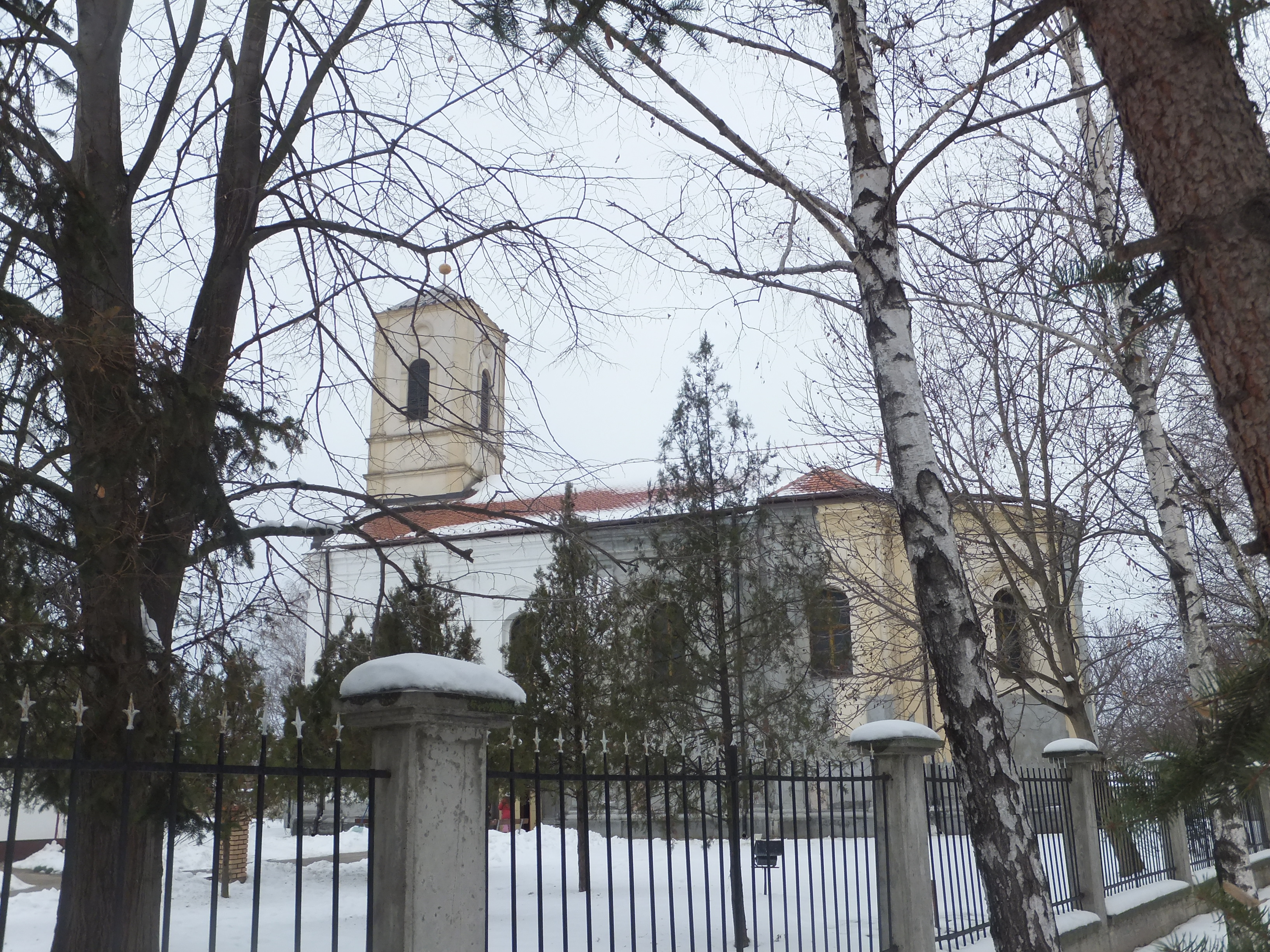
L'Église Saint-Nicolas

L'Église Saint-Nicolas de Kraljevci remonte à la seconde moitié du XVIIIe siècle ; elle est inscrite sur la liste des monuments culturels de grande importance de la république de Serbie.

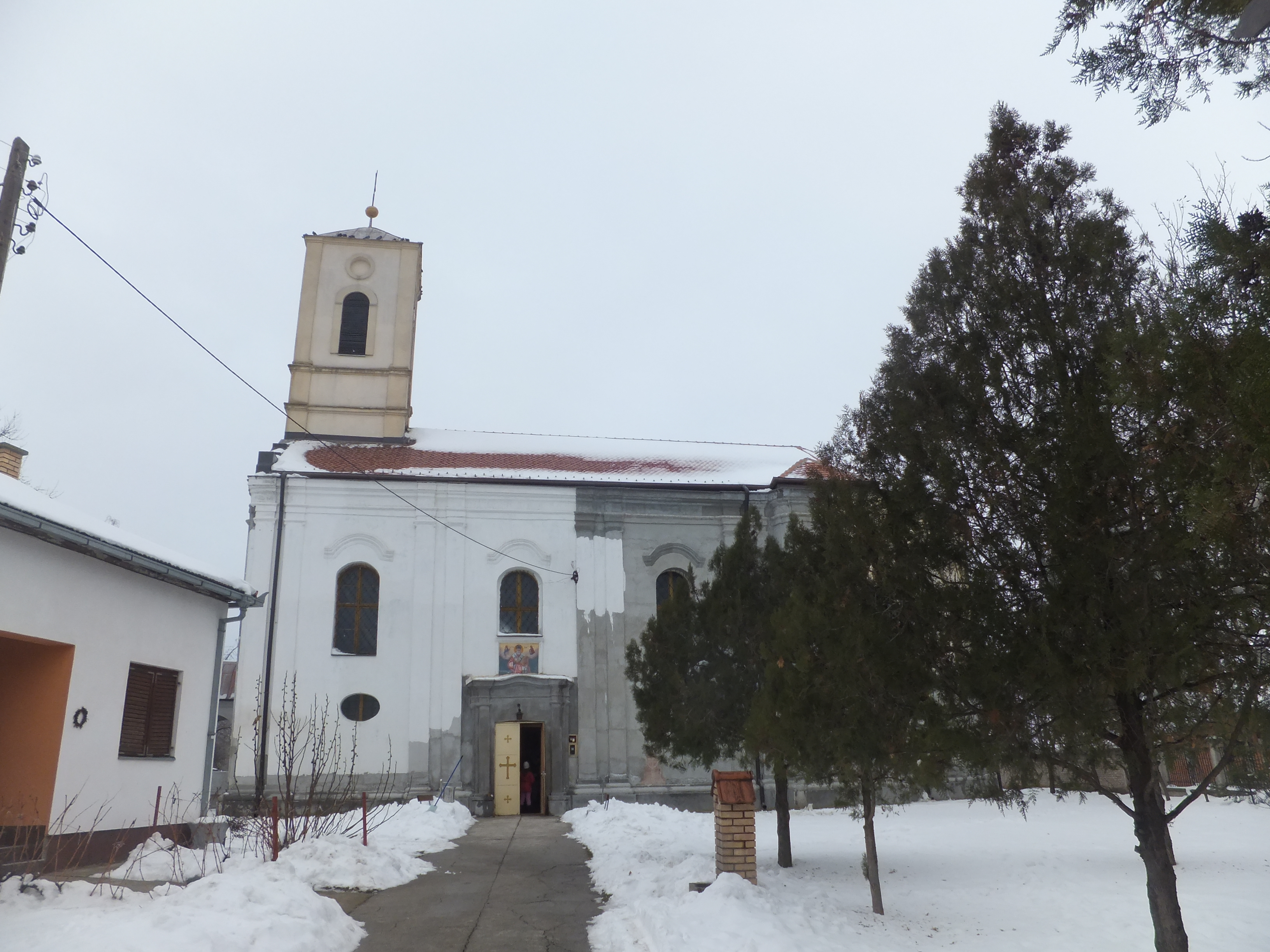
L'entrée de l'église